# Gillis Grafström
Gillis Emanuel Grafström (7. června 1893 Stockholm – 14. dubna 1938 Postupim) byl švédský krasobruslař. Získal čtyři olympijské medaile, z toho tři zlaté (Antverpy 1920, Chamonix 1924, Svatý Mořic 1928) a jednu stříbrnou (Lake Placid 1932). Zajímavostí je, že první medaili získal ještě na letních hrách. Byl též trojnásobným mistrem světa (1922, 1924, 1929). Od roku 1925 žil v Německu, kde vystudoval architekturu na Technické univerzitě v Berlíně (Technische Hochschule Berlin) a poté jako architekt i pracoval. Zemřel na otravu krve ve 44 letech.